# Dmitri (Bischof)

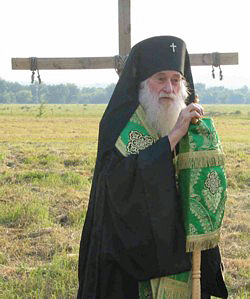
Erzbischof Dmitri (2007)

Dmitri (* als Robert Roscoe Royster am 2. November 1923 in Teague, Texas; † 28. August 2011 in Dallas) war ein US-amerikanischer Geistlicher der Orthodoxen Kirche in Amerika und von 1978 bis 2009 Erzbischof der „Süddiözese“ seiner Kirche. Außerdem leitete er von 1972 bis 2008 das Mexikanische Exarchat.

## Leben
Robert Royster wurde von seinen Eltern, die Anhänger der Southern Baptist Convention waren, baptistisch erzogen, konvertierte aber 1941 zur Orthodoxie. Er begann ein Studium an der University of North Texas, das er 1943 abbrach, um der Army beizutreten. Er diente als Japanisch-Übersetzer im Stab von General Douglas MacArthur. Nachdem er die Army verlassen hatte, setzte er seine Studien fort, schloss als Master of Arts in Spanisch ab und wurde Professor für spanische Literatur.

### Geistlicher Werdegang
1954 wurde er zum Priester geweiht und war fortan bis 1969 Pfarrer der St. Seraphim Orthodox Church in Dallas. Am 29. Juni 1969 wurde er Bischof der Westdiözese (engl. Diocese of San Francisco and the West), 1970 Weihbischof des Metropoliten Irenäus in Washington.
1978 wurde er erster Bischof der neugegründeten Süddiözese (engl. Diocese of Dallas and the South). Diese umfasst die vierzehn südlichen US-Bundesstaaten Alabama, Arkansas, Florida, Georgia, Kentucky, Louisiana, Mississippi, New Mexico, North Carolina, Oklahoma, South Carolina, Tennessee, Texas und Virginia. 1993 wurde er in den Rang eines Erzbischofs erhoben. Als dienstältester Bischof der Kirche war er außerdem vom 4. September bis zum 12. November 2008 interimistisches Oberhaupt der Orthodox Church in America. Am 31. März 2009 emeritierte er altersbedingt von all seinen Ämtern.
Er lebte in Dallas, wo er am 28. August 2011 verstarb.

## Schriften
- The Parables, St. Vladimir’s Seminary Press. New York City 1996.  ISBN 0-88141-067-5.
- The Miracles of Christ, St. Vladimir’s Seminary Press. New York City 1999. ISBN 0-88141-193-0.
- The Epistle to the Hebrews: A Commentary, St. Vladimir’s Seminary Press. New York City 2003. ISBN 0-88141-247-3.